# Язд
Язд (на персийски: یزد) е един от най-древните градове на света, административен център на едноименната провинция в съвременния Иран. Намира се в централната част на страната, на около 250 km източно от Исфахан, в един оазис между пустините Дащ-е Кавир и Дащ-е Лут. Известен е с оригиналната архитектура на глинените къщи, древните паметници на зороастрийската религия и големия брой вятърни кули (бадгири). През 2017 г. град Язд е включен в Списъка на световното културно и природно наследство на ЮНЕСКО.

## География
Намира се в централната част на Иранското плато в съседство с големите сухи и солени пустини Дащ-е Кавир и Дащ-е Лут. Районът се нарича Дащ-е Язд-Ардекан и е разположен в една широка долина близо до планината Ширкух (на персийски: شیرکوه), която е част от веригата Загрос. Още от древността тази планина осигурява вода, с която градът се снабдява чрез система от подземни канали и кладенци.

### Климат
Язд се отличава с много сух климат. През лято дневните температури са над 40 °С, но горещините са поносими поради ниската влажност на въздуха. Зимите са меки, топли и слънчеви.
| Климатични данни за Язд 1961−1990     | Климатични данни за Язд 1961−1990 | Климатични данни за Язд 1961−1990 | Климатични данни за Язд 1961−1990 | Климатични данни за Язд 1961−1990 | Климатични данни за Язд 1961−1990 | Климатични данни за Язд 1961−1990 | Климатични данни за Язд 1961−1990 | Климатични данни за Язд 1961−1990 | Климатични данни за Язд 1961−1990 | Климатични данни за Язд 1961−1990 | Климатични данни за Язд 1961−1990 | Климатични данни за Язд 1961−1990 | Климатични данни за Язд 1961−1990 |
| Месеци                                | яну.                              | фев.                              | март                              | апр.                              | май                               | юни                               | юли                               | авг.                              | сеп.                              | окт.                              | ное.                              | дек.                              | Годишно                           |
| Абсолютни максимални температури (°C) | 27,0                              | 28,0                              | 32,0                              | 37,0                              | 41,0                              | 44,0                              | 45,0                              | 45,6                              | 42,0                              | 36,0                              | 30,0                              | 27,4                              | 45,6                              |
| Средни максимални температури (°C)    | 12,2                              | 14,8                              | 19,5                              | 21,9                              | 33,4                              | 36,3                              | 39,5                              | 36,1                              | 35,3                              | 26,5                              | 19,3                              | 17,0                              | 26,0                              |
| Средни температури (°C)               | 5,1                               | 8,0                               | 13,5                              | 19,5                              | 25,4                              | 30,8                              | 32,4                              | 30,4                              | 26,1                              | 19,5                              | 12,1                              | 6,8                               | 19,13                             |
| Средни минимални температури (°C)     | −0,8                              | 0,1                               | 5,3                               | 9,5                               | 17,7                              | 20,0                              | 23,3                              | 19,9                              | 18,7                              | 8,6                               | 2,3                               | −0,7                              | 10,3                              |
| Абсолютни минимални температури (°C)  | −14                               | −10                               | −7                                | 0,0                               | 5,6                               | 11,0                              | 16,0                              | 12,0                              | 2,0                               | −3                                | −10                               | −16                               | −16                               |
| Средни месечни валежи (mm)            | 7,0                               | 0,8                               | 11,0                              | 21,9                              | 0,6                               | 2,0                               | 0,0                               | 0,0                               | 3,0                               | 0,0                               | 2,0                               | 0,0                               | 48,3                              |
| ------------------------------------- | --------------------------------- | --------------------------------- | --------------------------------- | --------------------------------- | --------------------------------- | --------------------------------- | --------------------------------- | --------------------------------- | --------------------------------- | --------------------------------- | --------------------------------- | --------------------------------- | --------------------------------- |
|                                       |                                   |                                   |                                   |                                   |                                   |                                   |                                   |                                   |                                   |                                   |                                   |                                   |                                   |

## История
Градът възниква преди около 5000 години на пресечката на търговски пътища, свързващи централна Азия и Индия. Подминат е от разрушителните войни и след нахлуването на арабските завоеватели в Персия през 7. век се превръща в убежище за привържениците на зороастризма.

### Произход на името
В историческите източници селището на територията на съвременния Язд се описва под различни названия. По време на мидийската империя той е известен с името Исатис или Издис. При управление на персийската династия на Сасанидите се нарича Яздангерд, предположително на името на владетеля Яздегерд I, на когото се приписва неговото основаване. Селджуките след навлизането на ислямската религия дават на града името Дар-ал-ебаде (на персийски: دارالعباده). В редица летописи и пътеписи градът се описва под името Касе и други близки по произношение названия, като за техния произход има няколко легенди, една от които е свързана с Александър Македонски.
Самата дума „язд“ е среднеперсийска, има общ корен с авестийската „ящ“ (или „язт“) и е свързана с възхвала, поклонение и Бог, поради което в персийската интерпретация името на града се възприема като „Градът на Бога“.

### Владетелите на града
Археологическите находки на територията на Язд и близките райони датират от времето на Елам, Мидия и Ахеменидите. За разрастването и разцвета на града допринася значително персийската династия на Сасанидите. След завладяването на Персия от арабите през 7. век и разпадането на сасанидската държава градът до средата на 11. век се управлява от иранските дейлемитски династии. Те отстъпват пред нашествието на Селджуките, но скоро контролът над Язд от иранските владетели се възстановява. Той се упражнява от местната династия Атабекан-е-Язд (на персийски: اتابکان یزد), които владеят града от 1141 до 1319 г.
По-късно през 14. век властта в града се поема от Мозафаридите (на персийски: مظفریان‎‎), които правят Язд своя столица. Под тяхно управление градът процъфтява и достига върха на своето икономическо и политическо значение.
В края на 14. век основателят на тимуридската династия Тимур завладява големи територии на Персия и разрушава държавата на Мозафаридите. Градът става арена на няколко битки, но в крайна сметка е превзет от тимуридските армии и се управлява от наместниците на Тимур.
В началото на 16. век, когато територията на Иран е разделена на многобройни султанати, Язд става владение на основателя на Сефевидската династия Исмаил I. Неговото управление се смята за неоправдано жестоко и нанесло големи щети на духовния живот на града. При царуването на втория сефевидски шах Тахмасп I градът се управлява от зетя на Исмаил I. Той построява джамията „Шах Тахмасп“, една от забележителностите на Язд. При следващите сефевидски владетели в града се развива текстилното производство, засилват се неговите търговски връзки с Европа и Индия и той се прочува със своята коприна.
През 18. век градът за кратко е завладян от афгански нашественици, които го отстъпват на прочутия със своите военни победи Надер Шах. Неговите наместници управляват Язд до идването на власт в Иран на династията на Каджарите. Тази династия съществува до 1925 г.

## Икономика

### Промишленост
Съвременният Язд е град с добре развита текстилна индустрия. В него се намират редица крупни компании, които се занимават с производство на различни видове прежди и платове. Известен е със своите килими и висококачествена коприна.
Широко е застъпена хранително-вкусовата промишленост. Дълбоки традиции има сладкарството и иранците високо ценят сладките, приготвени в местните фабрики. Гяз (на персийски: گز) (вид нугат с шамфъстъци или бадеми) и готаб се приготвят по стари запазени рецепти и се смятат за хубав сувенир от Язд.
Язд е прочут в Иран с изработването на златарски изделия.
Тежката промишленост е представена с металургически и миннодобивни предприятия. Развива се и високотехнологично съвременно производство на оптични кабели, слънчеви панели и оборудване за нефтогазови компании. Създадени са специални технологични паркове, където са събрани голям брой фирми, включително за информационни и комуникационни технологии.
Язд със своите над 3000 промишлени обекта се намира в иранския списък на градовете с високо ниво на замърсяване на въздуха.

### Транспорт
На около 10 km от града се намира летище, което служи предимно за вътрешни полети, но по време на масовото поклонение в Саудитска Арабия се използва за чартърни полети до Медина и Джида. Построено през 1970 г. то може да бъде използвано и за военни самолети, както бе по време на Ирано-иракската война.
До Язд може да се стигне и с влак. Географското положение в центъра на Иран и силно развитата рудодобивна промишленост правят града важен железопътен възел. Товаропотокът през него е един от най-големите в страната.
За вътрешните пътнически и товарни превози с автомобилен транспорт е построен терминал с голяма чакалня, търговски обекти и кафенета с достъп до интернет.

## Демография

### Население
Съгласно преброяването през 2011 г. броят на жителите в Язд е около 480 000. Освен персийци в града живее и еврейско малцинство.

### Език
В Язд се говори на персийски език, но със специфично произношение, различно от приетия за стандартен техерански изговор. Различието касае преди всичко ударението при думите и мелодията на изречението. Живеещите в Язд зороастрийци използват – основно за техните религиозни ритуали – архаичен персийски езикът, който се нарича зороастрийски дари.

### Религия
Основната част от населението в Язд са мюсюлмани шиити, като градът се смята за религиозен център поради подчертаното спазване на ритуали и традиции, свързани с исляма. Язд е известен в Иран с почитането на третия имам Хусейн ибн Али. По време на посветените на него траурни дни през свещения месец Мухаррам местното население организира едни от най-зрелищните шествия.
Язд е център на зороастризма в Иран и тук живее голяма група последователи на тази религия.

## Образование и наука
По отношение на образованост населението на Язд заема едно от първите места в Иран. В града има голям научен и технологичен парк и много висши учебни заведения:
- Университет на Язд[8]
- Ислямски свободен университет[9]
- Университет Пайам-е Нур[10]
- Университет за наука и изкуства[11]
- Медицински университет[12]
- Университет за приложни науки[13]

## Забележителности
В Язд е запазен старият град с множество исторически паметници на архитектурата, голям брой джамии от различни епохи и с цели квартали от глинени къщи и малки покрити улички. Тук се намира и градината Доулат Абад от списъка на персийските градини, включени в световното културно наследство на ЮНЕСКО. Забележителни са и техническите съоръжения, създавани за живот в условията на пустинен климат – вятърните кули (бадгир), хладилни съоръжения (яхчал), водни резервоари (аб анбар). Крепостните стени на града са оцелели от епохата на Дейлемитските владетели. В Язд и неговите околностите има действащи зороастрийски светилища и градът продължава да е център на зороастризма в Иран. В националния списък на културното наследство на Иран са включени голям брой базари от времето на Каджарите и редица средновековни комплекси.

### Джамии
- Голямата петъчна джамия – построена през 12. век, функционираща, притежава най-високите минарета в Иран
- Амир Чагмаг – построена през 15. век от тимуридския емир Амир Чагмаг
- Молла Исмаил – от епохата на Каджарите
- Форт – следислямски период
- Ахарестан – 15. век
- Шах Тасмап – от епохата на Сефевидите

### Базари
- Базар-е Хан – от епохата на Каджарите
- Базар-е Заргари – от епохата на Каджарите

### Архитектурни комплекси
- Амир Чагмаг – включва площад, едноименната джамия, кервансарай, хамам, резервоар за студена вода, специално място за религиозни ритуали
- Хан – включва площад, базар, хамам, медресе

### Исторически къщи
- Къщата на Араб-ха – от епохата на Каджарите
- Къщата на Расулиан – от епохата на Каджарите
- Къщата на Малик Ал Тоджар – от епохата на Каджарите
- Къщата на Лари-ха – от епохата на Каджарите

### Зороастрийски паметници
- Аташкадех – храм, построен в ахеменидски стил през 1934 г. В храма гори пренесеният свещен огън с дълга история от 470 г.[6]
- Кулата на мълчанието – намира се на 15 km от Язд, място за погребение според зороастрийския ритуал.

### Мавзолеи
- Мавзолей на 12-ия имам – от епохата на Селджуките
- Мавзолей на Сейед Рокн Алдин – 15. век
- Мавзолей на Сейед Халил – 16. век

## Галерия
- Таван на базар в Язд
- Воден резервоар с 4 бадгира
- Градината Доулат Абад
- Вътрешната част на бадгир в градината Доулат Абад
- Храмът на огъня
- Зороастрийската кула на мълчанието